# Juifen
Juifen är ett berg i Österrike.   Det ligger i distriktet Schwaz och förbundslandet Tyrolen, i den västra delen av landet, 400 km väster om huvudstaden Wien. Toppen på Juifen är 1 988 meter över havet, eller 345 meter över den omgivande terrängen. Bredden vid basen är 4,1 km.
Terrängen runt Juifen är kuperad åt nordväst, men åt sydost är den bergig. Runt Juifen är det ganska glesbefolkat, med 42 invånare per kvadratkilometer.. Närmaste större samhälle är Eben am Achensee, 17,6 km sydost om Juifen. 
I omgivningarna runt Juifen växer i huvudsak blandskog.